# Johann Georg Wagler
Johann Georg Wagler (28 de març de 1800 - 23 d'agost de 1832) va ser un herpetòleg alemany.
Wagler va ser assistent de Johann Baptist von Spix, succeint-lo a la seva mort com a director del Museu Zoològic de la Universitat de Múnic, el 1826.
Va treballar en les extenses col·leccions portades del Brasil i va escriure la Monographia Psittacorum (1832), que incloïa descripcions del guacamai jacint.

## Obra
- "Serpentum Brasiliensium Species Novae" (1824)
- "Herpetology of Brazil" Society for the Study of Amphibians and Reptiles (1981) (amb Johann Baptist von Spix)
- "Monographia Psittacorum" Monaco (1832).